# WASP-11b
WASP-11b/HAT-P-10b  є позасонячною планетою, яку відкрили у 2008 році використовуючи метод транзиту.

## Історія відкриття
Про це відкриття (екзопланети WASP-11b) було оголошено на пресконференції групи проекту СуперWASP у квітні місяці 2008 р. разом з відкриттям інших екзопланет починаючи від WASP-6b й закінчуючи WASP-15b. Проте, на тій стадії досліджень було потрібно ще більше спостережного матеріалу, щоб підтвердити фізичні характеристики планети, тому небесні координати відкритих екзопланет не надавалися. 26 вересня 2008р. група науковців проекту HATNet опублікувала статтю про відкриття екзопланети, яку вони назвали HAT-P-10b.  The SuperWASP team's paper appeared as a preprint on the Extrasolar Planets Encyclopaedia on the same day, confirming that the two objects (WASP-11b and HAT-P-10b) were in fact the same, and the teams agreed to use the combined designation. Ця стаття була розміщена на сайті arXiv, куди виставляють роботи послані на публікацію і/або прийняті до друку.

## Фізичні характеристики планети
Дана екзопланета посідає третє місце за найменшим рівнем інсоляції серед відкритих на 2008р екзопланет після
Gliese 436 b та HD 17156 b, які мають ще меншу інсоляцію. Область поверхневих температур вказує на належність цієї планети до типу гарячих юпітерів клас pL: — це планети з пониженим вмістом окису титану(II) та окису ванадію(II) в їх атмосферах і вони не мають температурної інверсії. Альтернативна класифікація екзопланет типу гарячих юпітерів базується на температурі рівноважного середовища й значенні числа Сафронова для цієї планети. У цій схемі для заданої температури планета класу I має велике значення числа Сафронова й відповідно знаходиться на орбіті здебільшого біля холодної материнської зорі, в той час як планета класу II має мале значення числа Сафронова. У випадку екзопланети WASP-11b/HAT-P-10b, температура рівноважного середовища становить 1030 °K й число Сафронова становить 0.047±0.003. Отже дана екзопланета знаходиться майже на межі між класами I та II в класифікації гарячих юпітерів.